# Hermann Fischer (Holzschneider)
Hermann Fischer (geboren 12. November 1855 in Lenzburg; gestorben 1923) war ein Schweizer Holzstecher, Porträtist und Illustrator.

## Leben

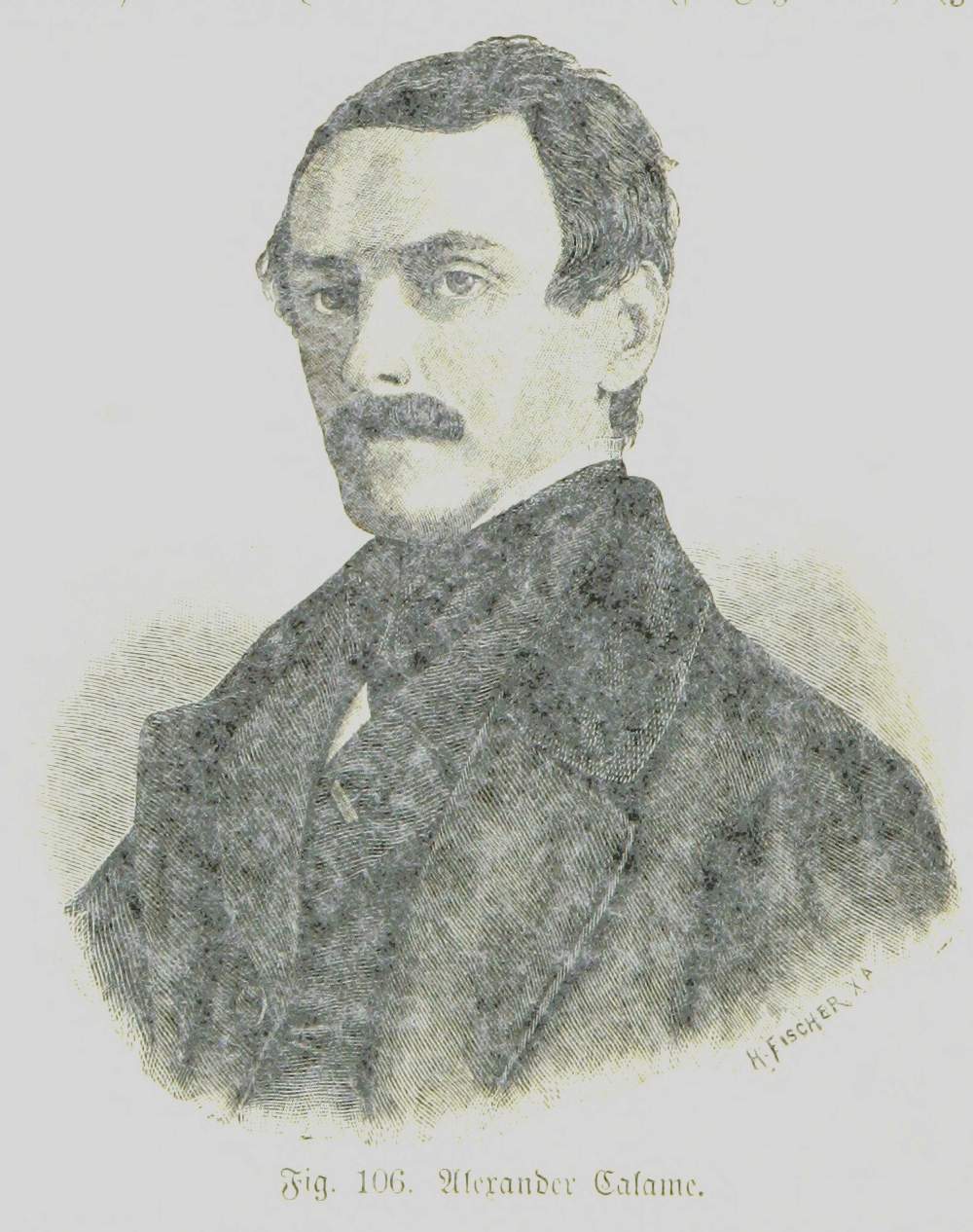
Alexander Calame;
von «H. Fischer X. A.» in Dändlikers Geschichte der Schweiz, 1893

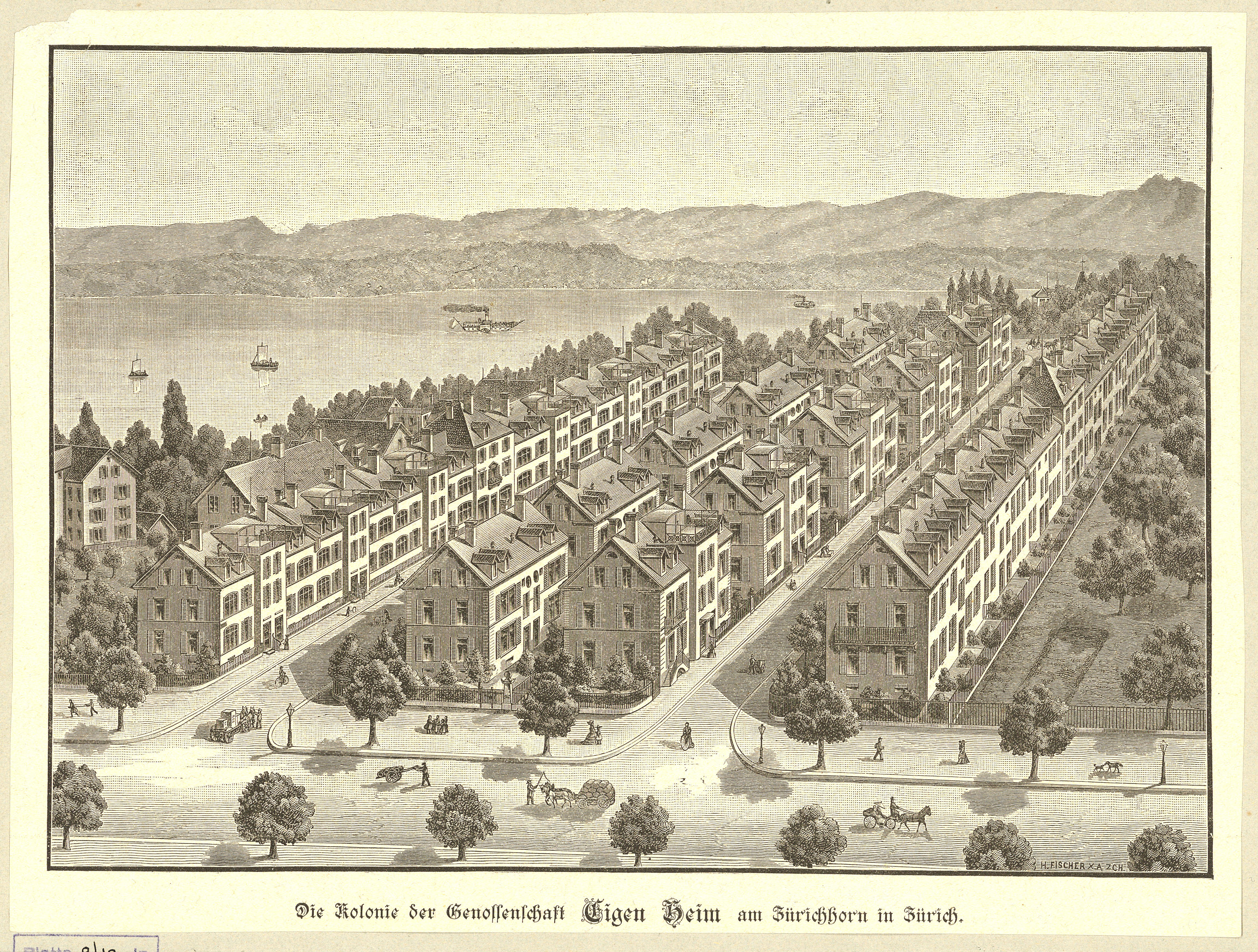
«Die Kolonie der Genossenschaft Eigen Heim am Zürichhorn in Zürich»;
um 1900; Zentralbibliothek Zürich

Fischer durchlief von 1871 bis 1874 eine Lehre als Holzstecher bei Johann Rudolf Müller und arbeitete anschliessend in Stuttgart, Leipzig, Wien und Berlin.
Auf der Schweizerischen Landesausstellung 1883 wurden seine ausgestellte Arbeiten erstmals prämiert; im selben Jahr gründete er in Zürich ein eigenes Atelier. 1894 wurde er auf der Zürcher Gewerbeausstellung prämiert, 1896 nochmals auf der Schweizerischen Landesausstellung in Genf.
1899 wurde er erstmals zum Vorsitzenden des Xylographischen Verbands gewählt, erneut 1901. Von 1906 bis 1914 leitete er den Verband durchgehend als Vorsitzender.

## Werke (Auswahl)
- Ab 1898 lieferte Fischer verschiedene Holzstiche für Karl Dändlikers bei Schulthess & Cie. erschienene Geschichte der Schweiz.[1]
- Fischer illustrierte Kellers 1901 erschienenes Staatliches Lehrbuch für Physik und Botanik.[1]